# Deon.pl
Deon.pl – katolicki portal społecznościowo-informacyjny założony i prowadzony przez Towarzystwo Jezusowe oraz Wydawnictwo WAM. Portal został uruchomiony w wersji beta w dniu 18 września 2009. Sama nazwa odnosi się do skrótu dwóch słów − Deus (Bóg) oraz On-line (W sieci). Serwis był notowany w rankingu Alexa na miejscu 27 747.
Twórcy serwisu deklarują, że misją portalu jest „informowanie o znaczących wydarzeniach społecznych oraz interpretowanie tych wydarzeń z punktu widzenia Kościoła, a także komentowanie wydarzeń kościelnych i przybliżanie ich znaczenia naszym Użytkownikom”.
Serwis udostępnia narzędzia (komentarze, forum dyskusyjne, tworzenie profili, dodawanie artykułów, tworzenie galerii) i zachęca użytkowników do współtworzenia portalu oraz wspierania jego misji. Obecnym menedżerem portalu (od 1 stycznia 2021) jest Krzysztof Fijałek.
Na stronach portalu felietony publikują m.in. o. Wojciech Żmudziński SJ, ks. Artur Stopka, Janusz Poniewierski, Piotr Żyłka, Krzysztof Wołodźko, Marcin Makowski, o. Jacek Prusak SJ, Konrad Sawicki, ks. Adam Błyszcz CR, o. Józef Augustyn SJ, Dawid Gospodarek, Elżbieta Wiater, Miłosz Żemła.
Rok po utworzeniu serwis notował ponad milion odsłon w ciągu miesiąca i miał ponad 100 tys. unikalnych użytkowników. Według twórców, portal po czterech latach funkcjonowania odwiedza ponad 700 tys. unikatowych użytkowników (real users) miesięcznie, którzy generują ponad 3,5 mln odsłon.
W marcu 2014 portal odnotował wyniki rzędu ponad 1 000 000 unikalnych użytkowników miesięcznie i prawie 5 000 000 odsłon.
Z portalem DEON.pl powiązany jest również internetowy projekt faceBóg oraz facebookowy profil papieża Leona XIV.
W skład serwisu wchodzą działy takie jak: Wiadomości, Religia, Na ostrzu pióra – opinie i komentarze, Inteligentne życie, Po godzinach oraz DEON Cafe.

## Nagrody
Portal DEON.pl został wyróżniony „Nagrodą Małego Feniksa” przyznawaną przez Stowarzyszenie Wydawców Katolickich oraz wyróżnieniem „Ubi Caritas”, fundowanym przez Caritas za „wspieranie dzieł Caritas w Polsce”.